# 川上村 (樺太)
川上村（かわかみむら）は、日本の領有下において樺太に存在した村。現在の自治体名は「シネゴルスク（ロシア語表記：Синегорск）」。

## 概要
炭鉱が存在した。交通機関としては川上線があり、豊栄郡豊北村の小沼駅まで通じていた。
1934年、日本初の恐竜の化石（ニッポノサウルス）が村内で発見されている。

## 歴史
- 1923年（大正12年）4月1日 - 従来の豊北村大字川上字川上炭山を区域とし発足。豊原支庁が管轄。
- 1942年（昭和17年）11月 - 所属郡が豊栄郡に、管轄支庁が豊原支庁にそれぞれ変更。
- 1943年（昭和18年）4月1日 - 「樺太ニ施行スル法律ノ特例ニ関スル件」（大正9年勅令第124号）が廃止され、内地編入。
- 1945年（昭和20年）8月22日 - ソビエト連邦により占拠される。
- 1949年（昭和24年）6月1日 - 国家行政組織法の施行のため法的に樺太庁が廃止。同日川上村廃止。

## 村内の地名
大字「三井」
- 川上炭山（かわかみたんざん）
- 中山（なかやま）
- 川上峠（かわかみとうげ）

（）

## 地域

### 教育
以下の学校一覧は1945年（昭和20年）4月1日現在のもの。
- 樺太公立川上国民学校